# Пробизнесбанк
«Проби́знесба́нк» — российский коммерческий банк, прекративший свою деятельность 12 августа 2015 года в связи с отзывом лицензии Центральным банком РФ (за «высокорискованную политику, связанную с размещением денежных средств в низкокачественные активы»).
Являлся крупнейшим банком Финансовой Группы Лайф. Дата основания — 7 июля 1993 года. Осуществлял комплексное финансовое обслуживание корпоративных и частных клиентов. В структуре группы банк осуществлял функции казначейства, перераспределяя финансовые потоки внутри группы, обеспечивая комплексную технологическую поддержку бизнесов всей группы и определяя направления развития региональных подразделений. Пробизнесбанк активно взаимодействовал с международными финансовыми институтами. По данным РБК рейтинг, на 1 апреля 2011 г. его чистые активы составили 72,03 млрд руб. (входил в сотню крупнейших российских банков по этому показателю), кредитный портфель — 23,9 млрд руб., портфель депозитов — 32,03 млрд руб.

## История
12 августа 2015 года Центробанк России отозвал лицензию у московского Пробизнесбанка.
27 октября 2015 года арбитраж Москвы признал несостоятельным (банкротом) Пробизнесбанк по заявлению Центробанка РФ.

## Деятельность
Банк имел генеральную лицензию Центрального банка Российской Федерации № 2412 от 28 апреля 2003 года и представлял полный комплекс банковских услуг для корпоративных клиентов различных форм собственности и сфер деятельности и частных лиц. «Пробизнесбанк» являлся участником системы страхования вкладов с 23 декабря 2004 года под номером 353. 12 августа 2015 года лицензия была отозвана Центральным банком Российской Федерации.
Наряду с генеральной лицензией на совершение банковских операций, ОАО АКБ «Пробизнесбанк» имел следующие лицензии:
- Лицензию профессионального участника рынка ценных бумаг на осуществление депозитарной деятельности.
- Лицензию на осуществление деятельности по управлению ценными бумагами.
- Лицензию на осуществление брокерской деятельности.
- Лицензию на осуществление дилерской деятельности.
- Лицензию биржевого посредника на совершение фьючерсных и опционных сделок в биржевых торгах.
- Лицензию на осуществление деятельности по управлению активами негосударственных пенсионных фондов.
- Лицензию на проведение операций с драгоценными металлами и право выступать перед таможенными органами в качестве гаранта.

В 2014 году в ходе санации под контролем «Агентства по страхованию вкладов» банку перешёл самарский ОАО Коммерческий банк «Солидарность». Председателем совета директоров Банка «Солидарность» был избран председатель правления ОАО АКБ «Пробизнесбанк» Александр Железняк.

## Отзыв лицензии и его последствия
В 2014 году Fitch отправил рейтинг «Пробизнесбанка» на пересмотр из-за негативного прогноза. В декабре 2014 года кредитный рейтинг был отозван.
Временная администрация Агентства по страхованию вкладов 7 августа 2015 года начала деятельность по изучению возможности санации банка. «Пробизнесбанк» был отключён от системы банковских электронных платежей. Центробанк России рассматривал возможность санации банков группы «Лайф» с привлечением кредита в размере около 100 миллиардов рублей. Банки группы «Лайф» ограничивали выдачу наличных средств; клиенты банков не могли снять в банкоматах сумму, превышающую 15 000 рублей. Вкладчики банка должны были подавать заявку на возврат вкладов за неделю.
За два дня до отзыва лицензии, но уже после введения временной администрации Агентства по страхованию вкладов «Пробизнесбанк» вернул кредит «Российскому капиталу». Размер кредита составлял около 600 миллионов рублей. «Пробизнесбанк»10 августа снова смог воспользоваться системой банковских электронных платежей.
После отзыва лицензии 12 августа 2015 года была выявлена недостача активов в размере 67 миллиардов рублей. Часть активов и обязательств перешли к «Бинбанку», выигравшему конкурс Агентства по страхованию вкладов.
По данным РБК, ущерб от действий руководства банка составил более 34 миллиардов рублей. Были обнаружены операции с ценными бумагами, которые имели признаки вывода активов.
Банк России в 2016 году стал более пристально наблюдать за деятельностью банков, имеющих крупные зарубежные активы. Схема вывода активов «Пробизнесбанка» через иностранные депозитарии стала поводом для обширной ревизии.
Банк «Пойдём!», ранее входивший в финансовую группу «Лайф», был приобретён «Совкомбанком» в 2016 году.
В 2017 году Басманным судом Москвы по делу о хищении 25 миллиардов рублей были заочно арестованы бывшие владельцы «Пробизнесбанка» Сергей Леонтьев и Александр Железняк.
В 2019 году Генеральной прокуратурой России в Замоскворецкий районный суд было направлено дело о хищении 600 миллионов рублей руководителями «Пробизнесбанка» Сергеем Леонтьевым и Александром Железняком
Ярослав Алексеев, экс-вице-президент по корпоративным финансам «Пробизнесбанка», обвинённый в хищении в особо крупном размере вместе с Александром Железняком и его заместителем Александром Ломовым, был арестован в Польше в 2019 году.  Похищенные активы нашлись на счетах в банках на островах Кука и в Лихтенштейне. Генпрокуратурой Лихтенштейна было возбуждено уголовное дело; активы на 7 миллиардов рублей, связанные с экс-руководителем «Пробизнесбанка» Сергеем Леонтьевым, были заморожены. Польша отказала России в экстрадиции Ярослава Алексеева, мотивируя отказ его членством в религиозной организации «Свидетели Иеговы», признанной в России экстремистской.
По данным информационной группы «Интерфакс», в 2021 году Верховный Суд России заинтересовался обстоятельствами возврата вкладов в размере 500 миллионов рублей Агентству по страхованию вкладов  из «Пробизнесбанка» за пять дней до отзыва у него лицензии.

### Попытки возврата средств вкладчиками
В 2016 году 600 кредиторов Пробизнесбанка добились через суд права на получение информации об имуществе банка на сумму 24 млрд ₽.
В июне 2021 года глава АСВ, конкурсного управляющего Пробизнесбанка, Юрий Исаев в интервью «Интерфаксу» сообщил, что у Сергея Леонтьева нет активов в России. Он отметил, что идёт борьба за $120 млн, арестованных в Лихтенштейне, которые АСВ надеется вернуть в конкурсную массу Пробизнесбанка. В случае неудачи эти деньги могут быть конфискованы княжеством. Исаев также указал, что у Леонтьева есть активы в США, Лихтенштейне, на Кипре и в Новой Зеландии, но их возврат представляет собой сложную задачу из-за различий в юрисдикциях.
Агентство по страхованию вкладов изъяло свой вклад из банка, а вскоре стало его конкурсным управляющим. Госкорпорация не оспорила свою сделку и не проинформировала о ней кредиторов. Когда кредиторы самостоятельно изучили документы и потребовали от АСВ компенсации убытков, три судебные инстанции отказали им. В ноябре 2021 года Верховный суд вмешался в дело, отметив наличие «неустранимого конфликта интересов» и противоречивое поведение конкурсного управляющего.
20 января 2022 года АСВ подало заявление в Княжеский суд Лихтенштейна с требованием взыскать с Сергея Леонтьева, контролировавшего кредитную организацию, убытки в размере 27,4 миллиарда рублей. Согласно версии АСВ, управляющие банком лица выводили ликвидные активы, предоставляя кредиты фиктивным компаниям и покупая неликвидные ценные бумаги.

## Дочерние организации
По состоянию на 8 августа 2011 года в числе основных дочерних компаний Пробизнесбанка были:
- ОАО «ВУЗ-банк» (г. Екатеринбург) — доля участия 100 % (40 отделений, 1005 сотрудников)
- ЗАО АКБ «Экспресс-Волга» (г. Саратов) — доля участия 98,75 % (97 отделений, 2364 сотрудника)
- ЗАО «Национальный банк сбережений» (г. Иваново) — доля участия 100 % (31 отделений, 167 сотрудников)
- ОАО «Банк24.ру» (г. Екатеринбург) — доля участия 98,76 % (19 отделений, 715 сотрудников)
- ОАО «Газэнергобанк» (г. Калуга) — доля участия 99,99 % (57 отделений, 735 сотрудников)
- ОАО КБ «Пойдём!» (ранее ОАО «Инвестиционный Городской Банк») (г. Новосибирск) — доля участия 97,10 % (138 отделений, 1215 сотрудников)
- ООО Финансовая группа «Лайф» (г. Москва) — доля участия 100 % (150 сотрудников)
- ООО «Пробизнес-Девелопмент» (г. Москва) — доля участия 100 % (4 сотрудника)
- ОАО Коммерческий банк «Солидарность» (г. Самара) (в 2014—2015 годах)

## Рейтинги и награды
В рейтинге «Банки с наибольшим ростом капитала в первом квартале 2010 года» по версии журнала Дайджест финансы в августе 2010 года Пробизнесбанк занимал 9-е место.
В рейтинге «TOP-20 самых контактных банков и страховых компаний России» по версии информационного портала Банкир.ру в декабре 2010 года Пробизнесбанк занимал 10-е место.
В Медиарейтинге Российских банков по версии информационного портала Банки.ру в мае 2011 года Пробизнесбанк занимал 25-е место.
В рейтингах, составленных агентством «РБК.Рейтинг», Пробизнесбанк среди российских банков занимал:
- 11-е место в рейтинге «Крупнейшие потребительские банки в 2010 году»
- 13-е место в рейтинге «Банки по размеру портфеля беззалоговых кредитов на 1 января 2011 года»
- 25-е место в рейтинге «Самые филиальные банки 2010»
- 26-е место в рейтинге «Крупнейшие банки по объёмам выданных кредитов малому и среднему бизнесу в 2009 году»
- 31-е место в рейтинге «Банки по портфелю выданных кредитов малому и среднем бизнесу на 1 января 2010 года»
- 34-е место в рейтинге «ТОП 300 универсальных банков в I квартале 2010 года»
- 62-е место в рейтинге «ТОП 500 банков по депозитам физлиц на 1 апреля 2011 года»
- 64-е место в рейтинге «ТОП 500 банков по ликвидным активам на 1 апреля 2011 года»
- 65-е место в рейтинге «ТОП-500 банков по кредитному портфелю на 1 января 2011 года»
- 65-е место в рейтинге «ТОП 500 банков по депозитному портфелю на 1 апреля 2011 года»